# La Mouche (poème)
Pour les articles homonymes, voir La Mouche.
La Mouche est un poème écrit par le poète anglais William Blake. Il a été publié dans le cadre de son recueil Songs of Experience en 1794. 

## Poème
Petite mouche,
Ton jeu d’été
Ma main étourdie
L’a chassé.
Ne suis-je pas
Une mouche comme toi ?
Ou n’es-tu pas
Un homme comme moi ?
Car je danse
Et bois et chante,
Jusqu’à ce qu’une main aveugle
Effleure mon aile.
Si c’est vivre que de penser,
Si c’est avoir vigueur et respirer,
Et si c’est mourir
Que de ne plus penser,
Alors je suis
Une mouche heureuse
Que je vive
Ou que je meure.

## Interprétation
Le poème surprend le narrateur dans un acte d'inconscience qui mène à la contemplation de l'acte et de ses implications. La mouche souffre de circonstances incontrôlables, tout comme le narrateur. Cette humilité simulée a fait passer le narrateur de l'insouciance à la pensée et, comme « la pensée est la vie », de la mort à la vie, ce qui permet de conclure : « Alors je suis / Une mouche heureuse / Que je vive / Ou que je meure », conclusion que Paul Miner commente ainsi : « La mort cérébrale est la vraie mort. »

## Héritage
- La Mouche a été mise en musique en 1965 par Benjamin Britten dans le cadre de son cycle de chansons Songs and Proverbs of William Blake (en).
- Il apparaît également dans la chanson London sur l'album Tyger (en) de Tangerine Dream en 1987, qui s'inspire de la poésie de Blake.
- Esperanza Spalding a enregistré ce poème sur son album Chamber Music Society de 2010.
- Cosmo Sheldrake a mis ce poème en musique dans son EP Pelicans We de 2015.

### Autre source
- (en) William Blake, The Complete Poems, Harmondsworth, Alicia Ostriker, 1977